# Cycling Club Bourgas
Cycling Club Bourgas was een Bulgaarse wielerploeg.De ploeg bestond van 2006 tot 2009 en was daarvoor een wielervereniging uit de Bulgaarse stad Bourgas. Ploegleiders zijn Dimitar Kanev, Franky Vanhaesebroucke en Valentin Georgiev. Voor 2008 was Cycling Club Bourgas geen hoogvlieger, maar in de winter van 2008 wist ploegleider Kanev grote namen als Janek Tombak en Erki Pütsep binnen te halen. Hierdoor mocht de Bulgaarse formatie starten in wedstrijden als Kuurne-Brussel-Kuurne en Dwars door Vlaanderen. Nog voor 2010 begonnen was, legde de ploeg definitief de boeken neer.

## Bekende renners
- Pieter Ghyllebert  BEL
- Matti Helminen  FIN
- Erki Pütsep  EST
- Janek Tombak  EST